# Back to Black (песня)
«Back to Black» — сингл британской певицы и автора песен Эми Уайнхаус с её второго и последнего альбома Back to Black. Песня была выпущена третьим синглом с альбома 30 апреля 2007 года в Соединённом Королевстве и 7 марта 2008 года в остальном мире.
Сингл имел умеренный успех в чартах. Он провел тридцать четыре недели в UK Singles Chart и был продан тиражом 96 000 в Великобритании, заняв 85-е место в списке ста самых продаваемых синглов года.
Было сделано несколько кавер-версий, включая версии группы The Rumble Strips, британского исполнителя Lightspeed Champion, также песня была перепета во втором сезоне сериала «Хор».

## Видеоклип
В видеоклипе Эми Уайнхаус подходит к своей собственной могиле. В клипе отчётливо видна надпись на надгробье «Покойся с миром, сердце Эми Уайнхаус».

## Список композиций
| UK CD single 1. «Back to Black» — 4:01 2. «Valerie» (Jo Whiley Live Lounge) — 3:53 3. «Hey Little Rich Girl» — 3:33 4. «Back to Black» (Video) UK limited edition white 7" single - Side A: 1. «Back to Black» — 4:00 - Side B: 1. «Back to Black» (The Rumble Strips Remix) — 3:48 | UK 12" maxi single - Side A: 1. «Back to Black» (Steve Mac Vocal) — 6:12 2. «Back to Black» (Steve Mac Smack Dub) — 6:15 - Side B: 1. «Back to Black» — 4:00 2. «Back to Black» (Mushtaq Vocal Remix) — 4:03 Digital single 1. «Back to Black» (Original Demo) |  |

## Чарты
| Чарт (2007)                      | Высш. место |
| -------------------------------- | ----------- |
| Belgian Singles Chart (Фландрия) | 32          |
| Danish Singles Chart             | 38          |
| European Hot 100 Singles         | 69          |
| Irish Singles Chart              | 33          |
| Spanish Singles Chart            | 19          |
| UK Singles Chart                 | 25          |
| UK R&B Singles Chart             | 5           |
| Чарт (2008)                      | Высш. место |
| Austrian Singles Chart           | 3           |
| Czech Airplay Chart              | 79          |
| German Singles Chart             | 8           |
| Italian Singles Chart            | 12          |
| Swiss Singles Chart              | 10          |

### Итоговые годовые позиции
| Чарт (2008)          | Место |
| -------------------- | ----- |
| German Singles Chart | 48    |

## Использование Сингла
Back to Black был использован в игре Fallout 4 в качестве одной из композиций радиостанции Radio1.